# George Moorhouse
George Moorhouse (4 de mayo de 1901 , Liverpool, Inglaterra - 13 de julio de 1982, Long Beach, Nueva York) fue un futbolista estadounidense nacido en Inglaterra que jugó como defensa.
Es considerado como el primer jugador oriundo de Inglaterra en jugar una Copa Mundial de la FIFA, a pesar de que prefirió jugar con la selección estadounidense.
Es miembro de la National Soccer Hall of Fame desde 1986.

## Trayectoria
George Moorhouse, originario de Liverpool, Inglaterra, había sido un marino mercante durante la Primera Guerra Mundial. Después del conflicto armado, decidió probar suerte en el fútbol.
Debutó como defensor en el Tranmere Rovers, un equipo de tercera división. En 1923, emigró a Canadá donde actuó en el equipo de fútbol de Montreal Canadian Pacific Railway. Meses después, llegó a los Estados Unidos y fichó por los Brooklyn Wanderers, pero solamente jugó apenas tres encuentros. Decidió cambiar de rumbo y llegó a los New York Giants, donde registró más de 250 partidos entre 1923 a 1930. A mediados de 1930, el equipo fue vendido y cambió su nombre a New York Soccer Club. Al año siguiente, el New York Soccer Club se fusionó con otro club y dieron origen a los New York Yankees. Por último, decidió probar suerte en los New York Americans, jugó hasta el año 1937.

## Selección nacional
Fue miembro de la selección estadounidense con 7 partidos y jugó 2 Mundiales en 1930 y 1934.
Debutó en un amistoso jugado frente a Canadá el día 6 de noviembre de 1926. Fue elegido para jugar la Copa del Mundo de 1930 en Uruguay, participó en los tres encuentros que disputó la selección. Después del mundial, fue parte de los 11 en un amistoso ante Brasil. Cuatro años después, fue convocado para la definición del último boleto para el Mundial de 1934 frente a México en Roma. Días después, Moorhouse y el equipo debutó en el Mundial ante Italia, la selección local. Desgraciadamente, quedaron eliminados del torneo tras caer goleados por 7-1.

### Participaciones en Copas del Mundo
| Mundial                        | Sede    | Resultado    | PJ | Goles |
| ------------------------------ | ------- | ------------ | -- | ----- |
| Copa Mundial de Fútbol de 1930 | Uruguay | Tercer lugar | 3  | 0     |
| Copa Mundial de Fútbol de 1934 | Italia  | Primera fase | 1  | 0     |

## Polémica sobre su fecha de fallecimiento
Según los registros de la National Soccer Hall of Fame, Moorhouse figura que murió el 13 de julio de 1982. Sin embargo, Colin Jose (un historiador) afirma que él había fallecido el día 13 de octubre de 1943. Incluso, Dave Litterer había escrito que "Los veteranos de la ASL lamentaron el fallecimiento de George Moorhouse, uno de sus principales jugadores durante la década de 1930 y un participante frecuente de la selección nacional, ganándose un tope en cada uno de sus juegos entre 1930 y 1938."

## Clubes
| Club                 | País           | Año         |
| -------------------- | -------------- | ----------- |
| Tranmere Rovers      | Inglaterra     | 1921 - 1923 |
| Montreal CPR         | Canadá         | 1923        |
| Brooklyn Wanderers   | Estados Unidos | 1923        |
| New York Giants      | Estados Unidos | 1923 - 1930 |
| New York Soccer Club | Estados Unidos | 1930        |
| New York Yankees     | Estados Unidos | 1931        |
| New York Americans   | Estados Unidos | 1931 - 1937 |